# Yu-Gi-Oh! World Championship 2008
Yu-Gi-Oh! World Championship 2008 is een computerspel voor de dat werd ontwikkeld en uitgegeven door Konami. Het spel kwam in 2007 uit voor de Nintendo DS. Het spel is gebaseerd op de manga Yu-Gi-Oh!.

## Achtergrond
Het spel bevat vrijwel alle Yu-Gi-Oh! kaarten die anno 2008 in omloop zijn, en een extra kaart die alleen beschikbaar is via download op wifi. Het spel heeft twee verschillende modes. De eerste is de Duel World Mode, waarin de speler verschillende werelden bezoekt en unieke monsters bevecht om hogere niveaus te bereiken. De andere mode is World Championship major league Mode, die ook al te zien was in Yu-Gi-Oh! World Championship 2007. Hierin bevecht de speler allerlei soorten duellisten, en kan punten verzamelen om nieuwe kaarten te kopen.

## Duel World Mode
De werelden in de Duel World mode zijn:
- World 1 - "Grace"
- World 2 - "Sunlight"
- World 3 - "Civilization"
- World 4 - "Darkness"
- World 5 - "Order"
- World 6 - "Chaos"